# Cesare Algranati
Cesare Algranati (Ancona, 18 dicembre 1865 – Bologna, 31 gennaio 1925) è stato un giornalista italiano.

## Biografia
Nacque ad Ancona nel 1865. Ebreo, si convertì al cattolicesimo nel 1887, e fra il 1890 e il 1892 cominciò a collaborare a periodici cattolici, quali La libertà cattolica di Napoli e l'Osservatore cattolico di Milano. Chiamato nel 1893 a dirigere l'Italia Reale di Torino, si legò al gruppo dei giovani cattolici democratici del Piemonte e passò a dirigere il loro giornale, Democrazia cristiana.
Nel 1899 divenne direttore del quotidiano La Patria di Ancona, organo ufficiale dell'Opera dei Congressi nelle Marche, e nel luglio 1902 di L'Avvenire d'Italia di Bologna, che diresse per molti anni. Nel 1907 fondò il settimanale satirico Il Mulo, di ispirazione cattolica e anti-socialista, che contrappose al socialista e anticlericale L'Asino.
Nel 1915 lasciò la direzione de L'Avvenire d'Italia e del Mulo, restando comunque a Bologna, ove pubblicò una serie di periodici settimanali d'indole religiosa e di propaganda cattolica, quali La Semente, Il Sementino e la Vita Femminile, che provvide a redigere quasi per intero.
Morì a Bologna il 31 gennaio 1925. Poche settimane prima (4-5 gennaio 1925) Il Mulo era stato soppresso dal regime fascista, a cui era diventato ostile in seguito agli omicidi del deputato Giacomo Matteotti e del sacerdote Giovanni Minzoni.

## Opere
- Nella tribù di Giuda, Fassicomo e Scotti, Genova, 1895.